# Dušan Lajović
Dušan Lajović (in serbo Душан Лајовић?; Belgrado, 30 giugno 1990) è un tennista serbo.
In carriera ha vinto due titoli ATP in singolare e due in doppio. In singolare ha inoltre raggiunto la finale al Monte Carlo Masters 2019, ha vinto diversi titoli del circuito Challenger e ha raggiunto la 23ª posizione del ranking ATP nell'aprile del 2019, mentre non è andato oltre l'82ª in doppio nel settembre 2020. Ha giocato la finale di Coppa Davis 2013, persa contro la Repubblica Ceca, e ha vinto con la Serbia l'ATP Cup 2020.
È conosciuto per il suo elegante rovescio a una mano e per il suo potente servizio, che in qualche occasione ha raggiunto i 232 km/h. In carriera ha vinto dieci incontri contro tennisti classificati nella top 10.

## Biografia
Figlio di Marina e Dragiša Lajović, inizia a giocare a tennis quando aveva sette anni al T.K. Stara Pazova e successivamente continua al T.K. Partizan Belgrado. Ha una relazione di lunga data con la dottoressa serba Lidija Mikic. Vive a Stara Pazova, in Serbia, dove possiede una caffetteria.

## Carriera

### 2007-2010: inizi da professionista, primi titoli ITF, esordi Challenger e ATP
Fa le sue prime due apparizioni tra i professionisti in tornei ITF nel 2007, inizia a giocare con continuità dal maggio 2008 e a giugno disputa la sua prima finale nel torneo di doppio dell'ITF Serbia F2, persa in coppia con Nikola Ćaćić. Il primo titolo arriva in singolare nell'agosto 2009	al Serbia F5, quando supera in finale il connazionale Aleksandar Slović	per 6-3, 6-4. Nel febbraio dell'anno successivo riceve una wild-card in singolare e viene sconfitto al primo turno al suo primo torneo del circuito Challenger a Belgrado, dove tre mesi dopo – di nuovo con una wild-card – fa anche il suo debutto in un torneo del circuito ATP, uscendo di nuovo al primo turno. Nel corso della stagione vince i primi tre titoli ITF in doppio e un altro in singolare.

### 2011: primo quarto di finale ATP e top 200
Nel gennaio 2011 si qualifica per il tabellone principale di un torneo ATP a Zagabria ed esce di nuovo al primo turno, per mano di Illja Marčenko. Quell'anno vince i suoi primi incontri in tornei Challenger e a settembre supera per la prima volta un top 100 del ranking al Challenger di Todi, il nº 94 Diego Junqueira, e viene eliminato nei quarti di finale. A inizio ottobre disputa e vince il suo ultimo torneo ITF, e chiude l'esperienza dopo averne vinti in totale 5 in singolare e 3 in doppio. A fine mese raggiunge il suo primo quarto di finale ATP a San Pietroburgo, dove supera le qualificazioni e vince contro Jeremy Chardy il suo primo incontro ATP, elimina quindi il top 100 Dudi Sela e raccoglie solo 3 giochi contro Alex Bogomolov Jr., risultato con cui entra nella top 200.

### 2012: debutto in Coppa Davis e primo titolo Challenger
Nel 2012 inizia a lavorare con il nuovo allenatore Boris Bosnjakovic e fa il suo esordio nella squadra serba di Coppa Davis. A luglio disputa la sua prima finale in un torneo Challenger a Orbetello e viene sconfitto in due set da Roberto Bautista Agut. Il mese successivo vince il primo torneo di questa categoria a Samarcanda con il successo in finale su Farruch Dustov per 6-3, 6-2.

### 2013: finale Coppa Davis, 2 titoli Challenger
A causa della squalifica di Viktor Troicki e dell'infortunio di Janko Tipsarević disputa due incontri di singolare nella finale di Coppa Davis contro la Repubblica Ceca, perde nettamente sia con Tomáš Berdych che con Radek Štěpánek e nonostante le sconfitte viene elogiato dal compagno di squadra Novak Đoković per come ha affrontato la grande occasione. Vince in stagione altri due titoli Challenger, il primo al Città di Caltanissetta e il secondo a Seul.

### 2014: quarto turno al Roland Garros e 57º nel ranking di singolare, prima finale ATP in doppio
Dopo essere stato eliminato sette volte nelle qualificazioni, fa sua prima apparizione nel main draw di un torneo del Grande Slam in gennaio all'Australian Open dove arriva al secondo turno e perde con Kei Nishikori, risultato con cui fa il suo ingresso nella top 100. Gioca per la prima volta le qualificazioni in un Masters 1000 a Indian Wells e, dopo averle superate, esce di scena al primo turno. Le supera come lucky loser anche al successivo Miami Open, riceve un bye al primo turno e al secondo ha la meglio su Lu Yen-hsun prima di essere eliminato da Alexandr Dolgopolov. Al Roland Garros si spinge fino al quarto turno e perde in tre set dal nº 1 del mondo e futuro campione Rafael Nadal. Dopo l'uscita al secondo turno a Wimbledon, a luglio raggiunge i quarti di finale a Båstad e al prestigioso ATP 500 di Amburgo. Quello stesso mese disputa al Croatia Open la sua prima finale ATP in doppio, gioca in coppia con Franko Škugor e vengono sconfitti in due set da František Čermák / Lukáš Rosol. Osserva una pausa di un mese, rientra ad agosto agli US Open 2014 e perde al turno di esordio. Dopo il secondo turno disputato all'ATP 500 di Valencia, a ottobre porta il best ranking di singolare alla 57ª posizione.

### 2015: primo titolo ATP in doppio, 1 titolo Challenger
I primi risultati di rilievo del 2015 sono i quarti di finale raggiunti nei tornei ATP di Quito e San Paolo del Brasile. A maggio vince il suo primo titolo ATP in doppio all'Istanbul Open, gioca in coppia con Radu Albot e superano in finale Robert Lindstedt / Jürgen Melzer con il punteggio di 6-4, 7-6, risultato con cui porta il best ranking di doppio alla 104ª posizione. Raggiunge di nuovo i quarti in singolare all'ATP di Nizza, ma dopo l'uscita al primo turno a Wimbledon esce dalla top 100. Vi fa rientro a settembre dopo i quarti disputati all'ATP di Kitzbühel e dopo aver vinto il suo quarto titolo Challenger a Banja Luka, sconfiggendo in finale Victor Hănescu. Risale ulteriormente a fine anno con i secondi turni raggiunti a Basilea e al Paris Masters.

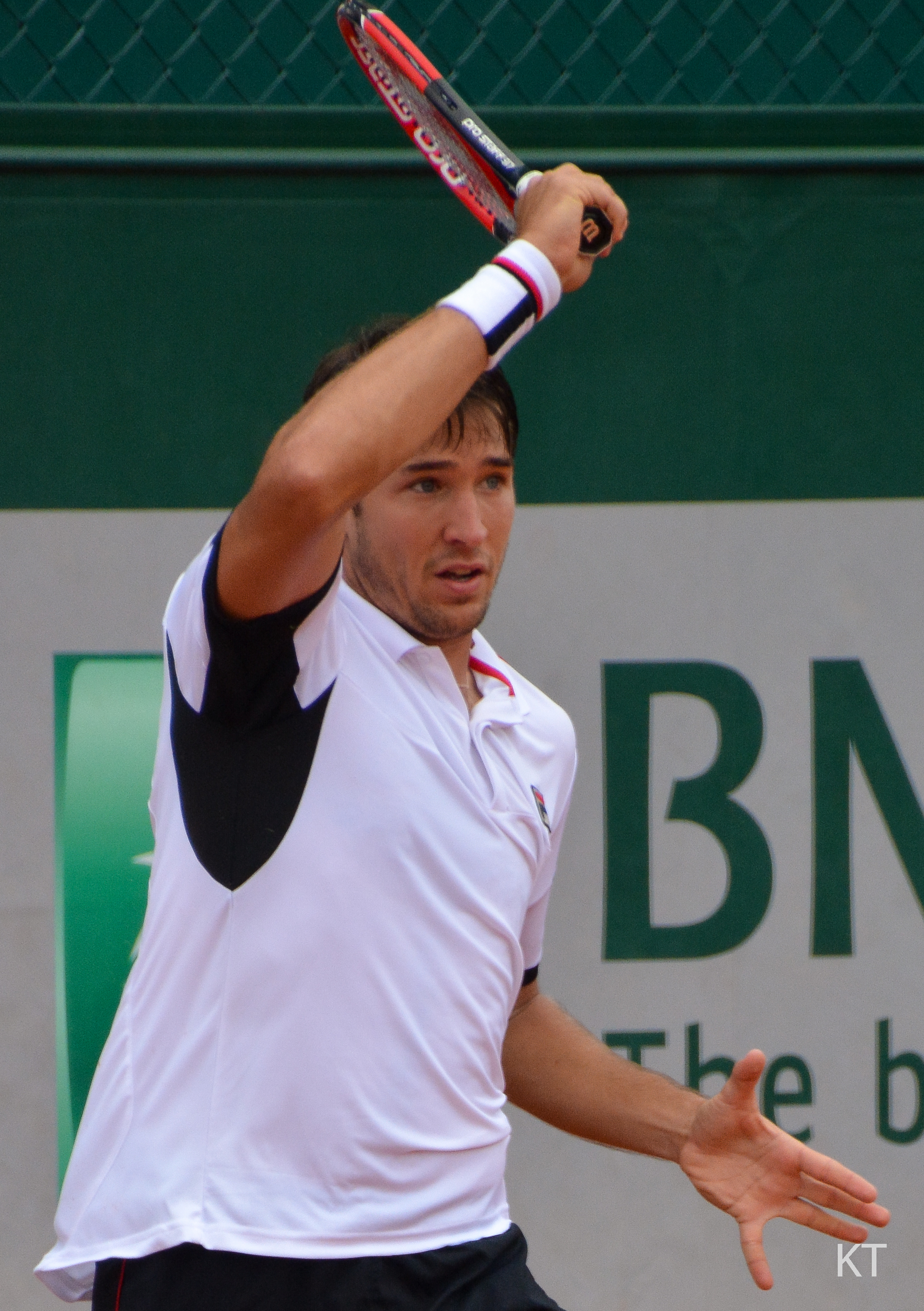
Lajovic nel 2016

### 2016: prime semifinali ATP in singolare
All'ATP di Buenos Aires raggiunge i quarti di finale sconfiggendo il nº 12 del mondo John Isner al secondo turno. Disputa la sua prima semifinale ATP al Brasil Open dopo aver battuto il nº 20 del mondo Benoît Paire al secondo turno e perde in due set contro Pablo Cuevas. In precedenza aveva perso nel circuito maggiore tutti gli otto incontri dei quarti di finale disputati. Quell'anno gioca le semifinali anche ai tornei ATP di Kitzbühel e Los Cabos e resta per tutta la stagione nella top 100.

### 2017: quarto turno a Indian Wells e semifinale in Coppa Davis, 1 titolo Challenger
Inizia la stagione 2017 con il nuovo allenatore Josè Perlas.
A Indian Wells supera le qualificazioni e arriva per la prima volta al quarto turno in un Masters 1000, supera tra gli altri Feliciano Lopez e viene eliminato da Pablo Carreño Busta. All'ATP 250 di Istanbul viene sconfitto nei quarti di finale da Diego Schwartzman. Dopo il successo su Leonardo Mayer nella finale del Bastad Challenger, viene eliminato nei quarti anche agli ATP di Kitzbühel e Chengdu, rispettivamente da Philipp Kohlschreiber e Yūichi Sugita. Dopo aver vinto un incontro a risultato acquisito nei primi due turni di Coppa Davis, a settembre è assente Djokovic ed è titolare nella semifinale persa 3-1 contro la Francia, si aggiudica l'unico punto serbo sconfiggendo Lucas Pouille e cede in 4 set a Jo-Wilfried Tsonga.

### 2018: quarto di finale al China Open, 1 titolo Challenger e top 50
Nella prima parte della stagione non supera mai il secondo turno nei tornei ATP e ad aprile vince il Challenger di Guadalupe. Al Madrid Open supera negli ottavi il nº 4 del ranking Juan Martín del Potro per 3-6 6-4 7-6, accede così per la prima volta ai quarti in un Masters 1000 e perde in tre set contro Kevin Anderson. All'ATP di Lione si spinge fino alla semifinale e cede a Dominic Thiem in tre set. Esce nei quarti a Umago, sconfitto da Guido Pella in due set, e a Kitzbühel, dove viene eliminato in rimonta da Martin Kližan. Nello Slam newyorkese supera per la prima volta il secondo turno con i successi su Damir Džumhur e Cameron Norrie, prima di essere sconfitto da John Isner in quattro set. Al China Open 2018 supera le qualificazioni ed elimina al secondo turno il nº 8 del mondo Grigor Dimitrov, prima della sconfitta subita nei quarti di finale contro Kyle Edmund. Il 15 ottobre entra per la prima volta nella top 50 e chiude l'anno con il nuovo best ranking in 48ª posizione.

### 2019: top 25, finale a Montecarlo, primo titolo ATP in singolare e secondo in doppio
Nel gennaio 2019 ottiene la vittoria numero 100 del circuito maggiore in carriera e raggiunge la 45ª posizione mondiale. Al [Qatar Open arriva ai quarti di finale e cede a Marco Cecchinato. Al Miami Open si spinge fino al terzo turno con il successo sul nº 6 del mondo Kei Nishikori, ottenendo la terza vittoria con un top ten. A Monte Carlo elimina al secondo turno il nº 4 del mondo Dominic Thiem, nei quarti Lorenzo Sonego e in semifinale supera Daniil Medvedev per 7-5 6-1, guadagnandosi la prima finale in un Masters 1000, nonché la prima in singolare in carriera. Nell'incontro decisivo viene sconfitto da Fabio Fognini per 6-3 6-4; alla conclusione del torneo sale alla 24ª posizione mondiale e il 29 aprile alla 23ª, nuovo best ranking. Conferma il suo grande momento al Roland Garros, dove al terzo turno rimonta i primi due set vinti dal nº 5 del mondo Zverev e cede al quinto. Nel torneo di doppio si spinge per la prima volta fino ai quarti in una prova dello Slam assieme a Tipsarević e vengono sconfitti al tie-break del set decisivo dagli specialisti Kevin Krawietz / Andreas Mies. A luglio vince il suo primo titolo ATP in singolare al Croatia Open sconfiggendo in finale Attila Balázs. A settembre vince in coppia con Nikola Ćaćić il suo secondo titolo ATP in doppio al Chengdu Open.

### 2020: trionfo in ATP Cup e top 100 in doppio
Con il trionfo nella prima edizione dell'ATP Cup, nella quale vince quattro dei sei incontri disputati, Lajović contribuisce a fare della Serbia la prima nazione a vincere Coppa Davis, World Team Cup e ATP Cup. 
Raggiunge in stagione i quarti di finale all'Argentina Open e all'Hamburg European Open, perdendo rispettivamente con Casper Ruud e Stefanos Tsitsipas. Consegue il miglior risultato in doppio in una prova del Grande Slam raggiungendo con Janko Tipsarević i quarti di finale agli US Open, risultato con cui porta il best ranking di specialità all'82ª posizione mondiale.

### 2021: quarto turno agli Australian Open
Inizia la stagione all'ATP Cup e perde contro Milos Raonic e Jan-Lennard Struff, e la Serbia esce di scena nella prima fase del torneo. Testa di serie nº 23 agli Australian Open 2021, raggiunge il quarto turno di un Grande Slam per la seconda volta in carriera e viene sconfitto dal nº 7 del mondo Alexander Zverev. All'ATP 500 di Rotterdam supera al primo turno il nº 3 del mondo Daniil Medvedev, impedendogli di raggiungere il secondo posto della classifica ATP. Viene poi battuto al secondo turno da Borna Ćorić. Raggiunge i quarti di finale per la prima volta in stagione al Belgrade Open e in estate a Umago e all'ATP 500 di Amburgo. Al Masters di Toronto elimina il nº 16 ATP Félix Auger-Aliassime e viene eliminato al terzo turno da Casper Ruud, mentre esce di scena al secondo turno agli US Open. Dopo la risicata vittoria ottenuta contro il nº 287 ATP Gerald Melzer al primo incontro della fase finale di Coppa Davis, viene tenuto in panchina nelle due successive sfide. Rientra in semifinale e perde clamorosamente contro il nº 276 ATP Borna Gojo, la Croazia sconfigge i serbi per 2-1 e passa alla finale.

### 2022: 1 titolo Challenger e discesa nel ranking
Inizia il 2022 all'ATP Cup come giocatore numero 1 dopo la rinuncia di Novak Djokovic; perde i tre incontri disputati (uno per ritiro) e la Serbia viene eliminata chiudendo il girone al 3º posto. Esce al secondo turno al Sydney International e agli Australian Open, dove viene eliminato dall'emergente Carlos Alcaraz. Non supera il secondo turno anche nei tornei successivi fino ad aprile, quando al Madrid Open elimina il nº 7 del mondo Casper Ruud e cede al terzo turno contro Hubert Hurkacz. Nel prosieguo della stagione continua a deludere nei tornei del circuito maggiore, nei quali raggiunge i quarti di finale solo a Kitzbühel. Alcuni discreti risultati nei Challenger non frenano la discesa nel ranking e a novembre esce dalla top 100; vi fa rientro a dicembre vincendo il Maspalomas Challenger e chiude il 2022 all'80ª posizione, la più bassa di fine stagione degli ultimi 10 anni.

### 2023: secondo titolo ATP in singolare e rientro nella top 40
Il primo risultato di rilievo nel 2023 sono i quarti di finale all'ATP di Buenos Aires, elimina tra gli altri Sebastián Báez e cede in due set al nº 2 del mondo Carlos Alcaraz, contro il quale perde nei quarti anche a Rio de Janeiro. Esce nei quarti anche a Santiago, mentre al terzo turno del Masters di Miami subisce la terza sconfitta contro Alcaraz dopo aver eliminato Andy Murray e Maxime Cressy. Ad aprile vince a Banja Luka il suo secondo titolo ATP in singolare, nei quarti di finale consegue la vittoria più prestigiosa da inizio carriera eliminando in due set il nº 1 del mondo Novak Đoković, e dopo il successo su Miomir Kecmanović sconfigge in finale il nº 6 del mondo Andrej Rublëv con il punteggio di 6-3, 4-6, 6-4. Con questo risultato guadagna 30 posizioni nel ranking e risale alla 40ª.
Al Masters di Madrid elimina il nº 9 ATP Félix Auger-Aliassime, ed esce di scena al terzo turno superato in rimonta da Jan-Lennard Struff. Vince solo uno dei successivi sette incontri, e tra le sconfitte al primo turno vi sono quelle a Roma, all'Open di Francia e a Wimbledon. Torna a mettersi in evidenza a Cincinnati con i successi sul nº 21 del ranking Francisco Cerúndolo e sul nº 6 Jannik Sinner, reduce dal trionfo a Toronto, e si ritira durante il match di terzo turno. Eliminato al primo turno degli US Open, vince uno dei due singolari disputati nel girone della fase finale di Coppa Davis e la Serbia accede ai quarti. A fine stagione raggiunge il terzo turno allo Shanghai Masters e il secondo al Paris Masters.

### 2024: semifinale a Barcellona
Dopo i deludenti risultati all'esordio stagionale nella tournée australiana, prende parte alla sfida casalinga di Coppa Davis vinta per 4-0 dalla Slovacchia. Si riscatta raggiungendo i quarti all'Argentina Open e al Rio Open, mentre nei primi tre Masters stagionali vince solo un incontro all'Indian Wells Open. Si spinge fino alla semifinale al Barcelona Open e cede in tre set a Stefanos Tsitsipas dopo le vittorie sui quotati Ugo Humbert, Alejandro Davidovich Fokina e Arthur Fils. Esce invece nelle fasi iniziali al Madrid Open, agli Internazionali d'Italia, all'Open di Francia, a Wimbledon e all'Hamburg European Open.
All'ATP 250 di Umago viene sconfitto nei quarti in rimonta da Lorenzo Musetti dopo aver eliminato Flavio Cobolli. Delude al suo esordio olimpico ai Giochi di Parigi, sconfitto al primo turno dal nº 116 ATP Maximilian Marterer. Nei tornei di fine stagione raccoglie altre cinque sconfitte al primo turno, con una sola vittoria al primo turno del Belgrado Open, all'ultimo impegno stagionale. Chiude il 2024 all'81º posto mondiale.

### 2025
All'esordio stagionale esce al secondo turno al Brisbane International, nei primi due mesi dell'anno vince un solo altro match nei tornei ATP e a marzo esce dalla top 100. Vince un altro incontro ATP all'Indian Wells Open, qualche altro nelle qualificazioni e nei Challenger raggiunge una semifinale a fine marzo. Per vincere un altro match ATP deve aspettare maggio, quando supera Yoshihito Nishioka agli Internazionali d'Italia ed esce al secondo turno per mano di Alcaraz. A fine giugno perde la finale al Challenger 125 dell'Emilia-Romagna Tennis Cup contro Carlos Taberner. Supera le qualificazioni a Wimbledon ed esce al primo turno, a fine luglio scende al 145º posto mondiale.

## Statistiche

### Singolare

#### Vittorie (2)
| Legenda              |
| Grande Slam (0)      |
| ATP Finals (0)       |
| ATP Masters 1000 (0) |
| ATP Tour 500 (0)     |
| ATP Tour 250 (2)     |

| N. | Data           | Torneo                   | Superficie  | Avversari in finale | Punteggio     |
| 1. | 21 luglio 2019 | Croatia Open Umag, Umago | Terra rossa | Attila Balázs       | 7–5, 7–5      |
| 2. | 23 aprile 2023 | Srpska Open, Banja Luka  | Terra rossa | Andrej Rublëv       | 6–3, 4–6, 6–4 |

#### Finali perse (1)
| Legenda              |
| Grande Slam (0)      |
| ATP Finals (0)       |
| ATP Masters 1000 (1) |
| ATP Tour 500 (0)     |
| ATP Tour 250 (0)     |

| N. | Data           | Torneo                                     | Superficie  | Avversario in finale | Punteggio |
| 1. | 21 aprile 2019 | Monte Carlo Masters, Roquebrune-Cap-Martin | Terra rossa | Fabio Fognini        | 3–6, 4–6  |

### Doppio

#### Vittorie (2)
| Legenda              |
| Grande Slam (0)      |
| ATP Finals (0)       |
| ATP Masters 1000 (0) |
| ATP Tour 500 (0)     |
| ATP Tour 250 (2)     |

| N. | Data              | Torneo                  | Superficie  | Compagno     | Avversari in finale            | Punteggio           |
| 1. | 3 maggio 2015     | Istanbul Open, Istanbul | Terra rossa | Radu Albot   | Robert Lindstedt Jürgen Melzer | 6–4, 7–6(2)         |
| 2. | 29 settembre 2019 | Chengdu Open, Chengdu   | Cemento     | Nikola Ćaćić | Jonathan Erlich Fabrice Martin | 7–6(9), 3–6, [10–3] |

#### Finali perse (1)
| Legenda              |
| Grande Slam (0)      |
| ATP Finals (0)       |
| ATP Masters 1000 (0) |
| ATP Tour 500 (0)     |
| ATP Tour 250 (1)     |

| N. | Data           | Torneo                   | Superficie  | Compagno      | Avversari in finale          | Punteggio   |
| 1. | 27 luglio 2014 | Croatia Open Umag, Umago | Terra rossa | Franko Škugor | František Čermák Lukáš Rosol | 4–6, 6(5)–7 |

### Tornei minori

#### Singolare

##### Vittorie (12)
| Legenda tornei minori     |
| Challenger (7)            |
| ITF World Tennis Tour (5) |

| N.  | Data              | Torneo                                              | Superficie  | Avversario in finale | Punteggio        |
| 1.  | 16 agosto 2009    | F5 Serbia, Sombor                                   | Terra rossa | Aleksandar Slović    | 6–3, 6–4         |
| 2.  | 2 agosto 2010     | F4 Serbia, Novi Sad                                 | Terra rossa | Aldin Šetkić         | 6–0, 4–6, 6–3    |
| 3.  | 19 marzo 2011     | F2 Italia, Cividino                                 | Cemento     | Andrea Stoppini      | 3–6, 6–4, 6–3    |
| 4.  | 25 marzo 2011     | F3 Italia, Foggia                                   | Terra rossa | Walter Trusendi      | 6–2, 6(7)–7, 6–2 |
| 5.  | 2 ottobre 2011    | F10 Croazia, Umago                                  | Terra rossa | Andrej Kuznecov      | 6–4, 0–6, 7–5    |
| 6.  | 11 agosto 2012    | Samarkand Challenger, Samarcanda                    | Terra rossa | Farruch Dustov       | 6–3, 6–2         |
| 7.  | 9 giugno 2013     | Città di Caltanissetta, Caltanissetta               | Terra rossa | Robin Haase          | 7-6(4), 6–3      |
| 8.  | 2 novembre 2013   | Seoul Cup, Seul                                     | Cemento     | Julian Reister       | w/o              |
| 9.  | 21 settembre 2015 | Banja Luka Challenger, Banja Luka                   | Cemento     | Victor Hănescu       | 7–6(5), 7–6(5)   |
| 10. | 16 luglio 2017    | Båstad Challenger, Båstad                           | Terra rossa | Leonardo Mayer       | 6–2, 7–6(4)      |
| 11. | 1º aprile 2018    | Open Guadeloupe, Le Gosier                          | Cemento     | Denis Kudla          | 6–4, 6–0         |
| 12. | 4 dicembre 2022   | Maspalomas Challenger, Maspalomas                   | Terra rossa | Steven Diez          | 6–1, 6–4         |
| 13. | 10 agosto 2025    | Internazionali del Friuli Venezia Giulia, Cordenons | Terra rossa | Lukas Neumayer       | 6-2, 7-6(3)      |

##### Finali perse (6)
| Legenda tornei minori     |
| Challenger (2)            |
| ITF World Tennis Tour (4) |

| N. | Data            | Torneo                              | Superficie  | Avversario in finale  | Punteggio           |
| 1. | 20 giugno 2010  | F1 Serbia, Belgrado                 | Terra rossa | Oleksandr Nedovjesov  | 4–6, 2–6            |
| 2. | 22 agosto 2010  | F22 Italia, Este                    | Terra rossa | Matteo Viola          | 5–7, 1–6            |
| 3. | 31 ottobre 2010 | F5 Egitto, Il Cairo                 | Terra rossa | Miljan Zekić          | 1–6, 6–3, 4–6       |
| 4. | 29 luglio 2012  | Orbetello Challenger, Orbetello     | Terra rossa | Roberto Bautista Agut | 3–6, 1–6            |
| 5. | 16 giugno 2013  | Internationaux de Blois, Blois      | Terra rossa | Julian Reister        | 1–6, 7–6(3), 6(2)–7 |
| 6. | 21 giugno 2025  | Emilia-Romagna Tennis Cup, Sassuolo | Terra rossa | Carlos Taberner       | 6(1)–7, 2–6         |

#### Doppio

##### Vittorie (4)
| Legenda tornei minori     |
| Challenger (0)            |
| ITF World Tennis Tour (4) |

| N. | Data            | Torneo                               | Superficie  | Compagno     | Avversari in finale                   | Punteggio           |
| 1. | 29 giugno 2008  | F2 Serbia, Belgrado                  | Terra rossa | Nikola Ćaćić | David Savić Miljan Zekić              | 7–6(6), 3–6, [10–8] |
| 2. | 16 maggio 2010  | F4 Bosnia & Herzegovina F4, Sarajevo | Terra rossa | Miljan Zekić | Mirza Bašić Zlatan Kadrić             | 6–3, 6–4            |
| 3. | 15 agosto 2010  | F5 Serbia, Novi Sad                  | Terra rossa | Ilija Vučić  | Javier Herrera-Eguiluz Brendan Moore  | 7–5, 5–7, [10–8]    |
| 4. | 24 ottobre 2010 | F4 Egitto, Cairo                     | Terra rossa | Miljan Zekić | Alexander Lobkov Alexander Rumyantsev | 7–6(5), 7–6(8)      |

##### Finali perse (2)
| Legenda tornei minori     |
| Challenger (2)            |
| ITF World Tennis Tour (0) |

| N. | Data              | Torneo            | Superficie  | Compagno       | Avversari in finale                   | Punteggio        |
| 1. | 25 ottobre 2009   | F15 Egitto, Cairo | Terra rossa | Nikola Ćirić   | Oscar Burrieza-Lopez Javier Marti     | 4–6, 6–1, [9–11] |
| 2. | 27 settembre 2015 | Sibiu Open, Sibiu | Terra rossa | Ilija Bozoljac | Victor Crivoi Petru-Alexandru Luncanu | 4–6, 3–6         |

## Risultati in progressione
| Sigla | Risultato               |
| ----- | ----------------------- |
| V     | Vincitore               |
| F     | Finalista               |
| SF    | Semifinalista           |
| O     | Oro olimpico            |
| A     | Argento olimpico        |
| SF    | Bronzo olimpico         |
| QF    | Quarti di Finale        |
| 4T    | Quarto turno            |
| 3T    | Terzo turno             |
| 2T    | Secondo turno           |
| 1T    | Primo turno             |
| RR    | Round Robin             |
| LQ    | Turno di qualificazione |
| A     | Assente                 |
| ND    | Non disputato           |

| Legenda superfici    |
| -------------------- |
| Cemento              |
| Terra battuta        |
| Erba                 |
| Superficie variabile |

### Singolare
| Tornei Grande Slam         |     |               |               |               |     |               |               |               |               |     |               |               |     |       |
| Australian Open, Melbourne | Q1  | Q2            | 2T            | 1T            | 2T  | 2T            | 1T            | 1T            | 3T            | 4T  | 2T            | 1T            | 1T  | 9-11  |
| Open di Francia, Parigi    | Q1  | Q3            | 4T            | 2T            | 2T  | 1T            | 2T            | 3T            | 2T            | 1T  | 1T            | 1T            | 2T  | 10-11 |
| Wimbledon, Londra          | Q1  | Q1            | 2T            | 1T            | 1T  | 2T            | 1T            | 1T            | ND            | 2T  | 2T            | 1T            | 1T  | 4-10  |
| US Open, New York          | A   | Q1            | 1T            | Q1            | 1T  | 1T            | 3T            | 2T            | 1T            | 2T  | 1T            | 1T            |     | 4-9   |
| Vittorie-Sconfitte         | 0-0 | 0-0           | 5-4           | 1-3           | 2-4 | 2-4           | 3-4           | 3-4           | 3-3           | 5-4 | 2-4           | 0-4           | 1-3 | 27-41 |
| Giochi Olimpici            |     |               |               |               |     |               |               |               |               |     |               |               |     |       |
| Giochi Olimpici            | A   | Non disputati | Non disputati | Non disputati | A   | Non disputati | Non disputati | Non disputati | Non disputati | A   | Non disputati | Non disputati | 1T  | 0-1   |
| Vittorie-Sconfitte         | 0-0 | Non disputati | Non disputati | Non disputati | 0-0 | Non disputati | Non disputati | Non disputati | Non disputati | A   | Non disputati | Non disputati | 0-1 | 0-1   |

#### Doppio
| Tornei Grande Slam         |     |     |     |     |     |     |     |     |     |     |     |     |     |       |
| Australian Open, Melbourne | A   | A   | A   | 1T  | 1T  | 2T  | 1T  | A   | 1T  | 1T  | 1T  | 1T  | A   | 1-8   |
| Open di Francia, Parigi    | A   | A   | A   | 2T  | 1T  | A   | 1T  | QF  | 1T  | 1T  | 1T  | A   | 1T  | 4-8   |
| Wimbledon, Londra          | A   | A   | A   | 1T  | 2T  | A   | 2T  | 1T  | ND  | 1T  | 1T  | A   | 1T  | 2-7   |
| US Open, New York          | A   | A   | 2T  | 1T  | 2T  | 1T  | 2T  | A   | A   | 1T  | A   | A   |     | 3-6   |
| Vittorie-Sconfitte         | 0-0 | 0-0 | 1-1 | 1-4 | 2-4 | 1-2 | 2-4 | 3-2 | 0-2 | 0-4 | 0-3 | 0-1 | 0-2 | 10-29 |

### Vittorie contro giocatori top 10
| Stagione | 2018 | 2019 | 2020 | 2021 | 2022 | 2023 | Totale |
| -------- | ---- | ---- | ---- | ---- | ---- | ---- | ------ |
| Vittorie | 2    | 2    | 0    | 1    | 1    | 4    | 10     |

| #    | Giocatore             | Rank | Torneo                      | Superficie  | Turno | Punteggio        |
| ---- | --------------------- | ---- | --------------------------- | ----------- | ----- | ---------------- |
| 2018 |                       |      |                             |             |       |                  |
| 1.   | Juan Martín del Potro | 6    | Madrid Open, Madrid         | Terra rossa | 3T    | 3–6, 6–4, 7–6(6) |
| 2.   | Grigor Dimitrov       | 8    | China Open, Pechino         | Cemento     | 2T    | 6–4, 2–6, 6–4    |
| 2019 |                       |      |                             |             |       |                  |
| 3.   | Kei Nishikori         | 6    | Miami Open, Miami           | Cemento     | 2T    | 2–6, 6–2, 6–3    |
| 4.   | Dominic Thiem         | 5    | Monte Carlo Masters, Monaco | Terra rossa | 3T    | 6–3, 6–3         |
| 2021 |                       |      |                             |             |       |                  |
| 5.   | Daniil Medvedev       | 3    | Rotterdam Open, Rotterdam   | Cemento     | 1T    | 7–6(4), 6–4      |
| 2022 |                       |      |                             |             |       |                  |
| 6.   | Casper Ruud           | 7    | Madrid Open, Madrid         | Terra rossa | 2T    | 7–6(7), 2–6, 6–4 |
| 2023 |                       |      |                             |             |       |                  |
| 7.   | Novak Đoković         | 1    | Srpska Open, Banja Luka     | Terra rossa | QF    | 6–4, 7–6(6)      |
| 8.   | Andrej Rublev         | 6    | Srpska Open, Banja Luka     | Terra rossa | F     | 6–3, 4–6, 6–4    |
| 9.   | Félix Auger-Aliassime | 9    | Madrid Open, Madrid         | Terra rossa | 2T    | 6–2, 3–6, 7–6(5) |
| 10.  | Jannik Sinner         | 6    | Cincinnati Open, Cincinnati | Cemento     | 2T    | 6–4, 7–6(4)      |